# Schweizerischer Gemeindeverband
Der Schweizerische Gemeindeverband (SGV) (fr.: „Association des Communes Suisses“ (ACS), it.: „Associazione dei Comuni Svizzeri“ (ACS), rm.: „Associaziun da las Vischnancas Svizras“) ist ein Verband, der die Interessen der Gemeinden und Städte in der Schweiz vertritt.
Die Organisation vertritt die gemeinsamen Positionen der Gemeinden bei den Bundesbehörden und in der Öffentlichkeit. Mit seinem politischen Engagement stärkt er die Institution Gemeinde als Basis des föderativen Systems. Der SGV engagiert sich dafür, dass die Gemeinden organisatorisch, strukturell und personell so aufgestellt sind, dass sie die Ansprüche ihrer Einwohner und die ihnen durch die Gesetzgebung auferlegten Aufgaben erfüllen können – unabhängig von ihrer Grösse und Einwohnerzahl. Neben der Leistungs- und Wettbewerbsfähigkeit und effizienten Organisationsstrukturen sind das Milizprinzip, Bürgernähe, direkte Demokratie und Identifikation wichtige Aspekte für das Funktionieren der Gemeinden. Vor dem Hintergrund der gesellschaftlichen und politischen Veränderungen unterstützt der SGV eine Modernisierung der Organisation und der Prozesse in den Gemeinden.

## Geschichte
Der Verband wurde im September 1953 in Bern als „Vereinigung Schweizer Gemeinden“ gegründet. 1962 änderte sich der Namen in „Schweizerischer Gemeindeverband“. An der Gründungsversammlung waren 534 Gemeinden vertreten. Im Jahr 2001 verzeichnete der Verband mit 2021 Mitgliedern den höchsten Mitgliederbestand, seither geht die Zahl der Mitglieder aufgrund von Fusionen zurück. Der Anteil der im Schweizerischen Gemeindeverband vertretenen Gemeinden beträgt seit vielen Jahren rund 70 Prozent.
Der Verband wurde seit der Gründung von sechs Präsidenten geführt: Moritz Kämpfen, Brig VS (1953 bis 1962), Erwin Freiburghaus, Landiswil BE (1962 bis 1987), Toni Cantieni, Lenzerheide GR (1987 bis 1995), Ulrich Isch, Nennikofen SO (1995 bis 2008), Hannes Germann, Opfertshofen SH (2008 bis 2024), Mathias Zopfi, Engi GL (seit 2024).
1963 wurde die Verbandszeitschrift „Schweizer Gemeinde“ gegründet, 1966 die Pensionskasse des Schweizerischen Gemeindeverbandes, 1970 der Versicherungsberatungsdienst des Schweizerischen Gemeindeverbandes, 1971 die Emissionszentrale der Schweizer Gemeinden (ESG), 1972 die Kollektivversicherung für das Personal von Gemeinden und öffentlich-rechtlichen Körperschaften und die ROD Treuhandgesellschaft. Im Verlauf der Jahre wurden mit Ausnahme der „Schweizer Gemeinde“ alle Dienstleistungen ausgelagert, die ESG stellte ihre Emissionstätigkeit 2003 ein.
In den 1990er-Jahren wurde die politische Tätigkeit intensiviert. Ein erster Schritt war die Gründung der Parlamentarischen Gruppe „Kommunalpolitik“, die heute zusammen mit dem Schweizerischen Städteverband betreut wird. Mit der Verankerung des „Gemeindeartikels“ (Art. 50) in der Bundesverfassung, für die sich die beiden Kommunalverbände stark engagierten, wurde die Stellung der Gemeinden im Bundesstaat und damit die Rolle des Schweizerischen Gemeindeverbandes aufgewertet. Der seit 1999 in der Verfassung verankerte Art. 50 verpflichtet den Bund, bei der Gesetzgebung auf die Interessen der Gemeinden Rücksicht zu nehmen.

## Organisation

### Vorstand
Der Verband wird von einem rund 16 Personen umfassenden Vorstand geführt. Die Vorstandsmitglieder sind Mitglieder kommunaler Exekutivbehörden, Vorstandsmitglieder von politischen Gemeindevereinigungen sowie Angehörige der eidgenössischen Räte mit kommunalpolitischer Erfahrung. Präsidiert wird der Verband seit 2024 von Ständerat Mathias Zopfi. Vizepräsident ist Jörg Kündig, Gemeindepräsident von Gossau ZH.

### Mitglieder und Mitgliedschaft
1502 von insgesamt 2131 Gemeinden sind Mitglieder (1. Juli 2024). Das entspricht einem Anteil von 70 Prozent. Alle politischen Gemeinden der Schweiz, aber auch Bürgergemeinden, welche Aufgaben der politischen Gemeinden erfüllen, können Mitglied des Schweizerischen Gemeindeverbandes werden.

### Geschäftsstelle
Die Geschäftsstelle des Verbands befindet sich in Bern. Sie ist Anlaufstelle für Fragen und Anliegen rund um die Gemeinden. Die Geschäftsstelle ist zuständig für politische Stellungnahmen und Vertretungen, Information und Kommunikation sowie für die Organisation von Tagungen und Informationsveranstaltungen. Die Geschäftsstelle ist verantwortlich für die Redaktion und Herausgabe der Verbandszeitschrift „Schweizer Gemeinde“ und weiterer Fachpublikationen.

### Kantonale Gemeindeorganisationen
Mit Ausnahme der Kantone Basel-Stadt und Glarus bestehen in allen Kantonen Gemeindeorganisationen in Form von Verbänden oder Gemeindepräsidentenkonferenzen. Der Schweizerische Gemeindeverband pflegt einen regelmässigen Informationsaustausch mit den kantonalen Gemeindeorganisationen.
- AG: Gemeindeammännervereinigung des Kantons Aargau (GAV)
- AI: Hauptleutekonferenz des Kantons Appenzell Innerrhoden
- AR: Gemeindepräsidentenkonferenz des Kantons Appenzell Ausserrhoden
- BE: Verband Bernischer Gemeinden (VBG)
- BL: Verband Basellandschaftlicher Gemeinden (VBLG)
- FR: Association des communes fribourgeoises (ACF) / Freiburger Gemeindeverband (FGV)
- GE: Association des communes Genevoises (ACG)
- GR: IG Kleingemeinden Graubünden
- JU: Association jurassienne des communes
- LU: Verband Luzerner Gemeinden (VLG)
- NE: Association des communes neuchâteloises (ACN)
- NW: Gemeindepräsidentenkonferenz des Kantons Nidwalden
- OW: Gemeindepräsidentenkonferenz des Kantons Obwalden
- SG: Vereinigung St. Galler Gemeindepräsidentinnen und Gemeindepräsidenten (VSGP)
- SH: Verband der Gemeindepräsidentinnen und Gemeindepräsidenten des Kantons Schaffhausen
- SO: Verband Solothurner Einwohnergemeinden (VSEG)
- SZ: Verband Schwyzer Gemeinden und Bezirke (vszgb)
- TG: Verband Thurgauer Gemeinden (VTG)
- TI: Associazione per i comuni ticinesi (ACT)
- UR: Urner Gemeindeverband
- VD: Union des Communes Vaudoises (UCV)
- VS: Fédération des Communes Valaisannes / Verband Walliser Gemeinden (FCV-VWG)
- ZH: Gemeindepräsidentenverband des Kantons Zürich (GPVZH)
- ZG: Gemeindepräsidentenkonferenz des Kantons Zug

### Partner und Dienstleistungen
Zusammen mit Partnern erbringt der Schweizerische Gemeindeverband verschiedene Dienstleistungen für die Gemeinden.

#### Prüfungsorganisation Höhere Berufsbildung
Die Schweizerische Prüfungsorganisation Höhere Berufsbildung öffentliche Verwaltung (Verein HBB öV) bildet die gesamtschweizerische Trägerschaft der eidgenössischen Berufsprüfung „Fachfrau/Fachmann öffentliche Verwaltung“. Der Verein HBB öV wurde 2012 auf Initiative des Schweizerischen Gemeindeverbandes mit dem Ziel gegründet, die öffentliche Verwaltung – Bund, Kantone und Gemeinden – mit der Realisierung von eidgenössisch anerkannten Berufs- und höheren Fachprüfungen im Bereich der Höheren Berufsbildung zu stärken. Der Verein HBB öV ist verantwortlich für den Aufbau, die Organisation und Durchführung der eidgenössischen Berufsprüfung «Fachfrau/Fachmann öffentliche Verwaltung» in drei Amtssprachen. Er bietet keine Lehrgänge, sondern eine eidgenössische Prüfung an.

#### Vorsorgestiftung
1966 wurde die Comunitas – damals als „Pensionskasse des Schweizerischen Gemeindeverbandes“ – auf Initiative des Schweizerischen Gemeindeverbandes gegründet. 1988 wurde sie in eine selbstständige Vorsorgestiftung umgewandelt, seit 2004 heisst die Stiftung „Comunitas Vorsorgestiftung“. Comunitas ist die Pensionskasse für Gemeinden und Institutionen mit öffentlichen Aufgaben. Sie bietet ca. 12'000 Versicherten Vorsorgeleistungen.

#### Kommunale Infrastruktur
Die Organisation Kommunale Infrastruktur (OKI) ist eine Fachorganisation des Schweizerischen Städteverbandes und des Schweizerischen Gemeindeverbandes. Die OKI setzt sich politisch und fachlich für ein nachhaltiges Management der kommunalen Infrastrukturen ein. Mitglieder von Organisation Kommunale Infrastruktur sind über 250 Städte, Gemeinden, Zweckverbände, Kantone und Gönner der Privatwirtschaft.

#### Branchenlösung Arbeitssicherheit
Der Schweizerische Gemeindeverband hat 1999 mit dem Schweizerischen Städteverband und weiteren Trägern den Schweizerischen Verein für Arbeitssicherheit und Gesundheitsschutz gegründet. Der Verein Arbeitssicherheit Schweiz betreibt eine umfassende Branchenlösung für den öffentlichen Bereich und bietet Kurse für die Sicherheitsbeauftragten der Gemeinden an.

#### Finanzdienstleistungen
Die PostFinance AG bietet als Partner des Schweizerischen Gemeindeverbandes Gemeinden und öffentlich-rechtlichen Körperschaften verschiedene Dienstleistungen im Bereich Finanzen an. Das Angebot umfasst den Zahlungsverkehr (Geschäftskonto, E-Finance, Debitoren-/Kreditorenlösungen, internationaler Zahlungsverkehr, Filetransfer), E-Government (Einführung von E-Rechnung und E-Payment), Beratung, Anlage und Working Capital Management sowie Unterstützung bei der Harmonisierung im Zahlungsverkehr.

#### Stellenvermittlung
Der Schweizerische Gemeindeverband engagiert sich seit Anfang 2015 in der Stellenvermittlung für die öffentliche Hand. Mit einem externen Partner betreibt er ein branchen-spezifisches Stellenportal für Gemeinden, Städte, Kantone und andere öffentliche Körperschaften.

## Tätigkeit

### Politische Interessenvertretung
Der Verband setzt sich für die Anliegen der Gemeinden im Gesetzgebungsprozess auf nationaler Ebene ein. Er vertritt die Interessen der Gemeinden in Arbeitsgruppen des Bundes sowie im Rahmen von Vernehmlassungen und Anhörungen. Der SGV arbeitet in vielen Fällen mit dem Schweizerischen Städteverband, der Schweizerischen Arbeitsgemeinschaft für die Berggebiete sowie mit der Konferenz der Kantonsregierungen (KdK) und deren Fachkonferenzen zusammen. Eine wichtige Plattform ist dabei die Tripartite Konferenz (TK).
Der Verband wehrt sich dagegen, dass Bund und Kantone den Gemeinden Kompetenzen entziehen und ihnen Aufgaben übertragen, ohne Mitspracherechte zu gewähren. Der Verband engagiert sich für gesetzliche Regelungen, die im Milizsystem umgesetzt werden können. Das Milizsystem und das Freiwilligenengagement sind zentrale Elemente der Schweizer Gemeinden, die wesentlich zum Wohlergehen der Bevölkerung beitragen.

### Information und Kommunikation
Der Verband informiert in der „Schweizer Gemeinde“, in einem Newsletter und auf seiner Website über das aktuelle politische Geschehen auf Bundes-, Kantons- und Gemeindeebene und über seine Stellungnahmen.
Der Schweizerische Gemeindeverband ist Herausgeber der monatlich erscheinenden Verbandszeitschrift „Schweizer Gemeinde“. Das Informationsorgan, das seit 1964 erscheint, gelangt an sämtliche Behörden von politischen Gemeinden, Städten, Bürgergemeinden und Bund.

### Tagungen
Der Verband organisiert, zusammen mit Partnern, Tagungen, an denen Informationen zu verschiedensten kommunalen Fragen vermittelt und mittels Praxisbeispielen Erfahrungen ausgetauscht werden.

### Suisse Public
Der Verband ist Initiator der seit 1972 in Bern stattfindenden Schweizer Fachmesse für öffentliche Betriebe und Verwaltungen Suisse Public. Bis 2003 hiess die Fachausstellung „Gemeinde“. An der alle zwei Jahre stattfindenden viertägigen Messe treffen Fachleute und Beschaffungsverantwortliche von Gemeinden, Kantonen und Bund auf die führenden Hersteller der Branche. Die Ausstellung umfasst alle kommunalen Bereiche von Feuerwehr- und Kommunalfahrzeugen über Wassergewinnung, erneuerbare Energien, Signalisation bis zur Informatik. Die von der Bernexpo AG organisierte Fachmesse verzeichnete 2013 und 2015 über 600 Aussteller und rund 20‘000 Besucher.